# Banha
Banja o Banha (árabe: بنها) es una ciudad de Egipto, la capital de la gobernación (provincia) de Caliubia (Al-Qalyubiyah). Los egipcios la llaman “Benha de la miel”. Está situada al nordeste del delta del Nilo, en la ribera oriental del ramal de Damietta, 48 kilómetros al norte de El Cairo. 
Su población es de 145 792 habitantes (2006).

## Agricultura
Banha posee feraces tierras de labor, bien irrigadas por los canales que provienen de la presa del delta, a 30 kilómetros, que producen abundante trigo y algodón. Desde épocas antiguas, Banha se ha conocido para la producción de un ingrediente del perfume, attar de rosas.

## Industria y comercio
Es el centro de la industria de electrónica de Egipto. 
El almacén de farmacia de El Nayeb, fundado en 1907 por el Dr. Ahmed M. El Nayeb, es muy conocido por los farmacéuticos egipcios, debido a que su fundador fue el primer egipcio musulmán que poseyó un almacén de farmacia totalmente egipcio, cuando este tipo de negocio era controlado por los judíos y los extranjeros que vivían en Egipto.

## Transportes
Banha es una importante nudo en la red de ferrocarril que parte hacia el norte desde El Cairo. 

## Restos arqueológicos
Al norte de Banha se encuentra una de las antiguas ciudades llamada Atribis, la capital del décimo nomo (provincia) del Bajo Egipto desde cerca de 1500 a. C. El lugar nunca ha sido investigado sistemáticamente por los arqueólogos. Durante años, los campesinos que excavaban en la zona han descubierto muchos objetos de plata. A unos veinte kilómetros al sudoeste de Banha está Tell al Yahudiya, el emplazamiento de Leontópolis, famosa por sus azulejos esmaltados de épocas antiguas.